# 円山町 (台北市)
円山町（まるやまちょう）は、日本統治時代の台湾における台北市の行政区画。基隆河に境界を接しており、町内に円山があったことからこの名が付けられた。町内には日本統治時代の1897年に台湾初の都市公園である円山公園が設置された。現在の中山区の中山北路三段、酒泉街の一帯が円山町に含まれる。

## 町内の施設
- 円山公園
  - 円山動物園（1986年に文山区木柵に移転）
  - 児童遊園地（現在の児童新楽園（中国語版））
  - 円山運動場（後の中山足球場、2008年廃止）
- 淡水線円山駅
- 臨済護国禅寺
- 明治橋（後の中山橋、現在は建て替えられて存在しない）